# Лопес Бучардо, Карлос
Карлос Лопес Бучардо (исп. Carlos López Buchardo; 12 октября 1881, Буэнос-Айрес — 21 апреля 1948, Буэнос-Айрес) — аргентинский композитор и музыкальный педагог.
Учился сначала в Буэнос-Айресе у Альфонса Тибо и Константино Гайто, затем в Париже у Альбера Русселя. Писал оперы, оперетты, оркестровую, фортепианную и вокальную музыку.
Внёс значительный вклад в развитие аргентинской системы музыкального образования, был одним из основателей Национальной консерватории в Буэнос-Айресе, возглавлял знаменитый буэнос-айресский оперный театр «Колон». Среди учеников Лопеса Бучардо — Альберто Хинастера.